# Jean Tigana
Jean Amadou Tigana (Bamako, Mali, 23. lipnja 1955.), francuski nogometaš i trener malijskog porijekla.

## Klupska karijera
Tigana je odrastao u predgrađu Marseillea. Započeo je igračku karijeru u Toulonu. Istovremeno je radio u tvornici špageta i kasnije kao poštar. Tek kasnije je postao zapažen kao igrač. Prešao je u Lyon 1978. godine, a 1981. godine u Bordeaux u tada velikom transferu za 4 milijuna dolara. U veznom redu Bordeauxa igrao je 8 godina i sudjelovao u osvajanju tri francuska prvenstva i tri francuska kupa. Bordeaux je došao i do polufinala Kupa prvaka 1985. godine i polufinala Kupa pobjednika kupova 1987. godine. Nakon toga je Tigana prešao u Marseille 1989. godine, u kojem je i završio igračku karijeru, 1991. godine.

## Reprezentativna karijera
Tigana je igrao za francusku nogometnu reprezentaciju od 1980. do 1987. godine. U 52 nastupa postigao je 1 gol. Sudjelovao je u pobjedi francuske reprezentacije na Europskom nogometnom prvenstvu 1984. godine u Francuskoj. Bio je dio fantastičnog veznog reda zajedno s Michelom Platinijem, Luisom Fernandezom i Alainom Giresseom. Zvali su ih "magični kvadrat" (fra. le Carré Magique). 

## Trenerska karijera
Prvi klub koji je trenirao bio je Lyon, od 1993. do 1995. godine, nakon čega su slijedile četiri sezone na klupi Monaca. Sljedeći je bio engleski klub Fulham. Tigana je pomogao klubu da uđe u Premier ligu, a kasnije su nastupali i u Kupu UEFA. Smijenjen je 2003. godine. Protiv njega se vodio i sudski postupak u kojem je oslobođen te je pokrenuo protutužbu protiv Fulhama i dobio odštetu od 2,5 milijuna funti.
Trenirao je turski klub Beşiktaş od kraja 2005. do 2007. godine. S Beşiktaşom je osvojio turski kup nakon 8 godina posta. Nakon toga je raskinuo ugovor s vodstvom kluba. Godine 2010. postao je trener Bordeauxa, nakon što je dotadašnji trener Laurent Blanc izabran za izbornika francuske reprezentacije.